# Methanococcus
A Methanococcus a Methanococcaceae családba tartozó Archaea nem. Az archeák – ősbaktériumok – egysejtű, sejtmag nélküli prokarióta szervezetek. A nem tagjai gömbölyű, metanogén, mezofil szervezetek.

### Tudományos folyóiratok
- Judicial Commission of the International Committee on Systematics of Prokaryotes (2005). „The nomenclatural types of the orders Acholeplasmatales, Halanaerobiales, Halobacteriales, Methanobacteriales, Methanococcales, Methanomicrobiales, Planctomycetales, Prochlorales, Sulfolobales, Thermococcales, Thermoproteales and Verrucomicrobiales are the genera Acholeplasma, Halanaerobium, Halobacterium, Methanobacterium, Methanococcus, Methanomicrobium, Planctomyces, Prochloron, Sulfolobus, Thermococcus, Thermoproteus and Verrucomicrobium, respectively. Opinion 79”. Int. J. Syst. Evol. Microbiol. 55 (Pt 1), 517–518. o. DOI:10.1099/ijs.0.63548-0. PMID 15653928.
- Jeanthon C (1999). „Rapid identification of hyperthermophilic methanococci isolated from deep-sea hydrothermal vents”. Int. J. Syst. Bacteriol. 49, 591–594. o. DOI:10.1099/00207713-49-2-591. PMID 10319480.
- Keswani J (1996). „Phylogeny and taxonomy of mesophilic Methanococcus spp. and comparison of rRNA, DNA hybridization, and phenotypic methods”. Int. J. Syst. Bacteriol. 46 (3), 727–735. o. DOI:10.1099/00207713-46-3-727. PMID 8782682.
- Wayne, LG (1986). „Actions of the Judicial Commission of the International Committee on Systematic Bacteriology on requests for opinions published in1983 and 1984”. Int. J. Syst. Bacteriol. 36, 357–358. o. DOI:10.1099/00207713-36-2-357.
- Judicial Commission of the International Committee on Systematics of Prokaryotes (1986). „Transfer of the type species of the genus Methanococcus to the genus Methanosarcina as Methanosarcina mazei (Barker 1936) comb. nov. et emend. Mah and Kuhn 1984 and conservation of the genus Methanococcus (Approved Lists, 1980) emend. Mah and Kuhn 1984 with Methanococcus vannielii (Approved Lists, 1980) as the type species”. Int. J. Syst. Bacteriol. 36, 491. o. DOI:10.1099/00207713-36-3-491.
- Mah RA (1984). „Transfer of the type species of the genus Methanococcus to the genus Methanosarcina naming it Methanosarcina mazei (Barker 1936) comb. nov. et emend. and conservation of the genus Methanococcus (Approved Lists, 1980) with Methanococcus vannielii (Approved Lists, 1980) as the type species. Request for an opinion”. Int. J. Syst. Bacteriol. 34, 263–265. o. DOI:10.1099/00207713-34-2-263.
- Balch WE (1979). „Methanogens: reevaluation of a unique biological group”. Microbiol. Rev. 43 (2), 260–296. o. PMID 390357. PMC 281474.
- (2014. augusztus 8.) „Discovery of Multiple Modified F430 Coenzymes in Methanogens and Anaerobic Methanotrophic Archaea Suggests Possible New Roles for F430 in Nature”. Applied and Environmental Microbiology 80 (20), 6403–6412. o. DOI:10.1128/AEM.02202-14.
- Kluyver AJ (1936). „Prospects for a natural system of classification of bacteria”. Zentralbl. Bakterol. Parasitenkd. Infectinskr. Hyg., Abt. II 94, 369–403. o.

### Tudományos adatbázisok
- Methanococcus PubMed hivatkozásai
- Methanococcus PubMed Central hivatkozásai
- Methanococcus Google Scholar hivatkozásai